# Chaturanga
| Começo de um tabuleiro de xadrez. | a                  | b                   | c                  | d                 | e                 | f                  | g                   | h                  |                             |
| 8                                 | torre preta em a8  | cavalo preto em b8  | bispo preto em c8  | rei preto em d8   | dama preta em e8  | bispo preto em f8  | cavalo preto em g8  | torre preta em h8  | 8                           |
| 7                                 | peão preto em a7   | peão preto em b7    | peão preto em c7   | peão preto em d7  | peão preto em e7  | peão preto em f7   | peão preto em g7    | peão preto em h7   | 7                           |
| 6                                 |                    |                     |                    |                   |                   |                    |                     |                    | 6                           |
| 5                                 |                    |                     |                    |                   |                   |                    |                     |                    | 5                           |
| 4                                 |                    |                     |                    |                   |                   |                    |                     |                    | 4                           |
| 3                                 |                    |                     |                    |                   |                   |                    |                     |                    | 3                           |
| 2                                 | peão branco em a2  | peão branco em b2   | peão branco em c2  | peão branco em d2 | peão branco em e2 | peão branco em f2  | peão branco em g2   | peão branco em h2  | 2                           |
| 1                                 | torre branca em a1 | cavalo branco em b1 | bispo branco em c1 | dama branca em d1 | rei branco em e1  | bispo branco em f1 | cavalo branco em g1 | torre branca em h1 | 1                           |
|                                   | a                  | b                   | c                  | d                 | e                 | f                  | g                   | h                  | Fim do tabuleiro de xadrez. |

| Começo de um tabuleiro de xadrez. | a          | b | c | d          | e          | f | g | h          |                             |
| 8                                 | cruz em a8 |   |   | cruz em d8 | cruz em e8 |   |   | cruz em h8 | 8                           |
| 7                                 |            |   |   |            |            |   |   |            | 7                           |
| 6                                 |            |   |   |            |            |   |   |            | 6                           |
| 5                                 | cruz em a5 |   |   | cruz em d5 | cruz em e5 |   |   | cruz em h5 | 5                           |
| 4                                 | cruz em a4 |   |   | cruz em d4 | cruz em e4 |   |   | cruz em h4 | 4                           |
| 3                                 |            |   |   |            |            |   |   |            | 3                           |
| 2                                 |            |   |   |            |            |   |   |            | 2                           |
| 1                                 | cruz em a1 |   |   | cruz em d1 | cruz em e1 |   |   | cruz em h1 | 1                           |
|                                   | a          | b | c | d          | e          | f | g | h          | Fim do tabuleiro de xadrez. |

Chaturanga é um antigo jogo de tabuleiro indiano que se acredita estar na origem do Jogo de Xadrez, o Shogi e o Makruk, e é relacionado com o Xiang Qi (ou Janggi). Surgiu provavelmente no século VI, sendo considerado o predecessor do Xatranje que, por sua vez, veio a originar o xadrez moderno.
Assim como nos jogos de tabuleiro atuais, o chaturanga se joga com dois jogadores, mas também há uma versão para quatro jogadores, o Chaturaji.

## Origem do chaturanga
Não é possível estabelecer uma comparação entre o chaturanga e jogos de tabuleiro mais antigos. O conhecimento de jogos de tabuleiro indianos mais antigos é vago porque a literatura brâmane e Sutras era religiosa e quase totalmente poética. Somente literatura posterior passou a incluir temas seculares. Embora termos indicando jogos de tabuleiro sejam vagos em relação às regras, o termo Ashtāpada (8x8) e dasapada (10x10) são úteis pois usam o mesmo tabuleiro monocromático que outras variantes de xadrez antigas. O significado da palavra Ashtāpada é estabelecido por Patânjali no livro Mahābhāshya escrito no século II, como um tabuleiro em que cada linha tem oito casas monocromáticas, sendo o termo um objeto familiar.
Chaturanga é um adjetivo composto por duas palavras, chatur que significa "quatro" e anga que significa "membro" e tem o significado literal de "quadripartido". Em seu sentido original aparece no Rigveda em referência as quatro partes do corpo humano e no Shatapatha Brahmana. O termo apareceu também no Mahābhārata que existe desde o século V, Ramáiana (século V a.C.), Nitisara (Kamandaki) do início da era cristã e no Atarvaveda Parsistas (~250) tanto com a palavra bata (exército) ou como substantivo neutro ou feminino no sentido de "exército composto por quatro membros" e "exército" em geral, ficando claro o uso da palavra como nome do exército em sânscrito.
O significado destas quatro partes fica claro da conexão da palavra chaturanga com bigas, elefantes, cavalaria e infantaria no Ramáiana, no Mahābhārata e no Amarakosa no qual o exército é expressamente chamado de hasty-ashwa-ratha-padatam que era a composição do exército desde século IV a.C. de acordo com relatos gregos da invasão do noroeste indiano por Alexandre, o Grande. O historiador grego Megástenes passou algum tempo na corte de Pataliputra no século III a.C. e afirmou que havia seis divisões no exército: Elefantes, Bigas, Cavalaria, Soldados, suprimentos e barcos. (hasty-aswa-ratha-padati-senepati-karmakara).

## As regras do jogo
O jogo começa conforme a imagem ao lado.
1. Peças pretas, da esquerda para a direita (do ponto de vista do jogador com as peças pretas): Ratha (Torre), Ashva (Cavalo), Gaja (Elefante), Mantri (Conselheiro), Ràja (Rei), Gaja, Ashva e Ratha na fileira de trás, e os oito Padàti/Bhata (Peões) na fileira da frente.
2. Peças brancas, da esquerda para a direita (do ponto de vista do jogador com as peças brancas): Ratha, Ashva, Gaja, Mantri, Ràja, Gaja, Ashva e Ratha na fileira de trás, e os oito Padàti/Bhata (Peões) na fileira da frente.

| Note que: | Diferente do xadrez ocidental, aqui os reis (Ràjas) não ficam frente a frente. |

- O Ràja pode se mover uma casa para qualquer lado, podendo também fazer um único movimento de Ashva durante a partida desde que não tenha sido ameaçado (posto sob cheque) antes;
- O Mantri move uma casa na diagonal;
- O Gaja  move duas casas na diagonal, podendo saltar uma peça que esteja no caminho.
- O Ashva se move em "L", fazendo um movimento equivalente à diagonal de um retângulo de 3x2 casas;
- A Ratha move-se para a frente, para trás ou para os lados, quantas casas o jogador quiser;
- O Padàti/Bhata move-se uma casa para a frente, e captura em uma casa para a diagonal (para a frente e para a direita, ou para a frente e para a esquerda, nunca para trás).

Os Bhata podem promover quando eles chegam na última fileira do tabuleiro, mas somente para o mesmo tipo de peça que estava no início da partida na casa ao qual ele chegou. Exemplo: quando um Bhata branco move para a casa onde inicialmente estava um Ashva, ele é promovido a Ashva . Porém, a promoção só é possível se o jogador já tiver perdido a peça a ser promovida.